# Alison Krauss & The Union Station
Alison Krauss & Union Station es una banda estadounidense de bluegrass y música country asociada con la cantante Alison Krauss. Inicialmente estuvo compuesto por Krauss, Jeff White, Mike Harman y John Pennell. Las incorporaciones posteriores incluyeron a Tim Stafford, Ron Block, Adam Steffey, Barry Bales y Larry Atamanuik . En 1992, Stafford fue reemplazado por el guitarrista y mandolinista Dan Tyminski y en 1998, Steffey se fue y fue reemplazado por el guitarrista especialista en Dobro, Jerry Douglas .

## Historia
Alison Krauss había firmado un contrato discográfico con Rounder Records y, a los 16 años, lanzó en 1987 su álbum debut en solitario Too Late to Cry . Poco después se unió a Union Station, con Jeff White, John Pennell y Mike Harman como banda de acompañamiento. Su álbum debut en 1989 fue Two Highways, incluía los temas tradicionales "Wild Bill Jones" y "Beaumont Rag", junto con una interpretación en bluegrass de " Midnight Rider " de The Allman Brothers.
El contrato de Krauss con Rounder Records la obligaba a alternar entre lanzar un álbum en solitario y un álbum con Union Station. Tras el lanzamiento de su segundo álbum en solitario, I've Got That Old Feeling, publicado en 1990, Krauss lanzó su segundo álbum con Union Station, Every Time You Say Goodbye, que fue publicado en 1992. El álbum le valió un segundo Grammy al Mejor Álbum de Bluegrass del año. Este álbum contó con una formación completamente diferente (aparte de Krauss): Tim Stafford, Ron Block, Adam Steffey y Barry Bales . Bales y Block se convertirían en elementos permanentes de la banda.
Tim Stafford dejó la banda en 1992,  y fue reemplazado por el mandolinista y guitarrista Dan Tyminski de Lonesome River Band. Durante 1993, Tyminski se reincorporó brevemente a Lonesome River Band y luego fue reemplazado por John R. Bowman, quien estuvo de gira con Union Station hasta 1994,  cuando Tyminski regresó como miembro permanente.
So Long So Wrong, otro álbum de Union Station, fue lanzado en 1997 y ganó el premio Grammy al Mejor Álbum de Bluegrass.  En el álbum se incluye la canción "It Doesn't Matter", que apareció en el episodio de estreno de la segunda temporada de Buffy, la cazavampiros  y se incluyó en la banda sonora de Buffy en 1999.
Adam Steffey dejó Union Station en 1998 y fue reemplazado por el renombrado intérprete de Dobro, Jerry Douglas, que había estado tocando en los álbumes solistas de Krauss y de banda desde Too Late To Cry en adelante.
Su siguiente álbum, New Favourite, fue lanzado el 14 de agosto de 2001. El álbum ganó el Grammy al Mejor Álbum de Bluegrass, y el sencillo "The Lucky One" también ganó un Grammy. Lonely Runs Both Ways se lanzó en 2004 y finalmente se convirtió en otro álbum con certificación de oro de Alison Krauss & Union Station. Ron Block describió Lonely Runs Both Ways como "prácticamente... lo que siempre hemos hecho" en términos de selección de canciones y el estilo en el que se grabaron esas canciones.  Krauss cree que el grupo "probablemente era el menos preparado que jamás hayamos estado" para el álbum y que las canciones fueron elegidas según era necesario en lugar de planificarse de antemano.
Al regresar con Union Station, Alison Krauss lanzó un nuevo álbum titulado Paper Airplane que se publicó el 12 de abril de 2011,  siete años después del lanzamiento de su último álbum, Lonely Runs Both Ways. El ingeniero de mezclas Mike Shipley, atribuyó este periodo prolongado de inactividad a las constantes migrañas de Krauss.  
En 2014, ella y su banda Union Station realizaron una gira con Willie Nelson and Family, con invitados especiales Kacey Musgraves y The Devil Makes Three .    

## Personal
- Alison Krauss - voz principal, piano, violín (1987-presente)
- Larry Atamanuik - batería, percusión (1987-presente)
- Ron Block - guitarra, banjo (1991-presente)
- Barry Bales - bajo (1990-presente)
- Dan Tyminski - voz, guitarra, mandolina (1992-1993, 1994-presente)
- Jerry Douglas - dobro (1998-presente)

## Discografía
- Two Highways (1989)
- Every Time You Say Goodbye (1992)
- So Long So Wrong (1997)
- New Favorite (2001)
- Lonely Runs Both Ways (2004)
- Paper Airplane (2011)